# Theodor Dannecker
Pour les articles homonymes, voir Dannecker.
Theodor Dannecker est un SS-Hauptsturmführer, né le 27 mars 1913 à Tübingen et mort par suicide le 10 décembre 1945 à Bad Tölz.
Sous la direction d’Adolf Eichmann, Theodor Dannecker est un « expert de la question juive » et l'un des principaux maillons dans l'extermination des Juifs de France puis en Europe centrale et méridionale.

## Avant-guerre
Après avoir fréquenté une école de commerce, Dannecker travaille dans le secteur du textile puis devient en 1932, à l'âge de 19 ans, membre du parti nazi et de la SS. En 1934, il rejoint la SS-Verfügungstruppe et un an plus tard, en 1935, devient membre du Sicherheitsdienst (SD), service d'espionnage et de contre-espionnage. En mars 1937, Dannecker obtient une promotion au service de sécurité et de renseignements de la SS, dirigé par Reinhard Heydrich  ;  il y fait partie de la section des Affaires juives de la SD. En mars 1938, il est à Vienne avec Herbert Hagen et Adolf Eichmann, aussitôt après l'Anschluss. Il y travaille sur le plan Madagascar, plan qui envisage de déporter les Juifs d'Europe dans cette colonie française. Il entre au RSHA dès sa création par Heinrich Himmler en septembre 1939.

## À Paris
De septembre 1940 à août 1942, il dirige le service de contre-espionnage nazi à l'antenne du SD à Paris. En tant que chef, à Paris, de la section « IV J » de la Gestapo, chargée de la « question juive », il représente Eichmann, lui-même rattaché à Heydrich, qui dirige l'Office central de sécurité du Reich, le Reichssicherheitshauptamt.
Dannecker est l'auteur d'un rapport sur « Le traitement de la question juive en France », en date du 1er juillet 1941, dit « rapport Dannecker », dans lequel on peut lire :

« En novembre 1940, un collaborateur de notre section aux questions juives a été délégué à la préfecture de police de Paris en qualité de représentant permanent de la section. À la suite de notre pression, un fichier juif complet et constamment tenu à jour a été constitué dans les plus brefs délais [il s'agit du fichier Tulard]. Ce fichier se subdivise en [un] fichier simplement alphabétique, les Juifs de nationalités française et étrangère ayant respectivement des fiches de couleur différentes, et des fichiers professionnels par nationalité et par rue. »

Il détaille ensuite les enquêtes faites par « cette section préfectorale […] au cours des trois derniers mois », sur des citoyens français, des Juifs français et étrangers et des « participations juives dans des entreprises commerciales ».
En mars 1941, Dannecker fait créer le Commissariat général aux questions juives (CGQJ), chargé de recenser et spolier les Juifs, puis de les faire interner. La rafle du billet vert, le 14 mai 1941, vise 6 700 Juifs étrangers, Polonais pour la plupart ; suit celle du 20 août (4 200 hommes arrêtés), puis celle des notables, le 12 décembre (743 hommes). De mars à juillet 1942, sept convois de déportation, d'un millier de personnes chacun, partent vers Auschwitz. Le 22 février 1942, dans un autre rapport, Dannecker se félicite de ses actions anti-juives, en particulier l'efficacité du fichier des Juifs de la préfecture de police et la création dans les deux zones par accord avec Xavier Vallat, d'une police antijuive formée par ses soins. Il supervise la rafle du Vel’ d'Hiv’, organisée par René Bousquet, nommé en avril 1942, au retour de Pierre Laval, secrétaire général à la Police. Plus de 13 000 Juifs sont arrêtés à Paris et en banlieue parisienne, transférés dans les camps d'internement de Drancy, Pithiviers et Beaune-la-Rolande, puis déportés pour la plupart vers le centre de mise à mort d'Auschwitz-Birkenau où ils sont assassinés pour la quasi-totalité. Mais, en raison de son fanatisme et d'un usage abusif de son poste, il est rappelé en août 1942 à Berlin. Son supérieur à Paris, Helmut Knochen, peut ainsi se débarrasser d'un collaborateur encombrant et indiscipliné.

## En Europe centrale et méridionale
De janvier à septembre 1943, il est nommé conseiller aux affaires juives à l'ambassade d'Allemagne à Sofia en Bulgarie afin de presser le gouvernement bulgare de livrer au Reich les Juifs du pays. Il organise notamment la déportation des Juifs de Thrace et de Macédoine, régions annexées par la Bulgarie en 1941. De septembre 1943 à janvier 1944, il prépare la déportation des Juifs italiens et au premier semestre 1944 celle des Juifs hongrois.
En décembre 1945, Dannecker est interné par l'Armée américaine dans la prison de Bad Tölz, où il se suicide par pendaison le 10 décembre 1945.